# All Lives Matter
«All Lives Matter» (ALM; с англ. — «Все жизни важны») — слоган, связанный с критикой движения Black Lives Matter. В период с июля 2016 года по май 2018 года слоган «All Lives Matter» использовался в Твиттере в качестве хештега в среднем 1844 раза в день.
По заявлениям использующих, этот слоган отражает расово-нейтральный подход к различным проблемам, существующим в США. По мнению критиков, слоган отображает точку зрения, при которой расовые проблемы игнорируются или отрицаются.

## Происхождение
Возникновение слогана «All Lives Matter» тесно связано с появившимся в США в 2013 году движением Black Lives Matter, ставшим ответной реакцией на вынесение оправдательного приговора Джорджу Циммерману, совершившему убийство афроамериканского подростка Трейвона Мартина.
Особое внимание на лозунге «All Lives Matter» было сосредоточенно во время президентских выборов в США 2016 года. Наиболее часто к данному слогану обращались республиканцы, противопоставляя его критикуемому ими движению Black Lives Matter. Республиканский кандидат на пост президента Бен Карсон обвинил движение Black Lives Matter в преследовании неправильных целей. Рэнд Пол, другой кандидат от Республиканской партии, заявил, что движению необходимо сменить имя — например, на «All Lives Matter».
Слоган «All Lives Matter» достаточно противоречив и вызывает бурные дебаты: одни интерпретируют его как призыв к акцентированию внимания не только на убийствах афроамериканцев, другие рассматривают его как попытку отвести внимание от до сих пор существующей проблемы расизма. Однако в основном слоган «All Lives Matter» противопоставляют слогану «Black Lives Matter». Барак Обама прокомментировал это следующим образом: «Когда люди говорят, что жизни чернокожих важны (Black Lives Matter), это вовсе не значит, что жизни других людей не важны. Напротив, важна жизнь каждого (All Lives Matter). Однако дело в том, что сейчас вызывает беспокойство тот факт, что, согласно статистике, чернокожие чаще других становятся жертвами подобных инцидентов».

## Противостояние
Имеется противостояние между сторонниками лозунгов All Lives Matter и Black Lives Matter, которое проявляется не только на демонстрациях или в высказываниях политиков. Так, в 2016 году перед игрой Главной лиги бейсбола один из участников канадского вокального ансамбля The Tenors, Ремиджо Перейра, исполняя свою партию, поднял плакат с надписью «All Lives Matter», а также изменил некоторые слова в национальном гимне Канады. Во время другого спортивного события, матча Национальной футбольной лиги, болельщик Chicago Bears выбежал на поле в костюме гориллы, одетой в футболку, на которой было написано: «All Lives Matter». В 2016 году активисты Black Lives Matter и «All Lives Matter» обнялись во время протеста в Далласе, заявив: «Мы все братья и сестры».

## Критика
Однако слоган «All Lives Matter» подвергается жёсткой критике со стороны симпатизирующих движению Black Lives Matter людей. Они рассматривают его как попытку убрать фокус с конкретных проблем чернокожего населения Америки. Так, Алисия Гарза, одна из соосновательниц движения Black Lives Matter, уверена, что существование слогана «All Lives Matter» лишний раз подчёркивает то, что общество не признаёт существование расизма в мире.
Профессор риторики и сравнительной литературы в Калифорнийском университете в Беркли Джудит Батлер:

Если мы с вами слишком быстро перейдём к формулировке «All Lives Matter/Все жизни имеют значение», то рискуем не обратить внимание на тот факт, что до сих пор жизни чернокожего и белого населения не считаются равноценными.
Профессор Дэвид Тео Голдберг подчёркивает, что слоган «All Lives Matter» способствует игнорированию и отрицанию расизма в современном обществе, — Голдберг считает, что в современном мире необходимо акцентировать внимание именно на постоянно игнорируемой значимости жизней чернокожего населения (Black Lives Matter).
Для многих слоган и появившийся немного позже хештег «All Lives Matter» стал свидетельством полного игнорирования существующего неравенства в США, а также отказа признать, что в государстве не все жизни одинаково ценны. Активисты считают, что All Lives Matter сводит проблему расизма к индивидуальным предрассудкам отдельных лиц и выставляет афроамериканцев агрессорами.
Более того, слоган «All Lives Matter» многие представители левых движений считают расистским, так как, по их мнению, он направлен на замалчивание проблем чернокожих. Общественное осуждение заставило многих публичных людей принести извинения за публикацию постов с хештегом #AllLivesMatter. Например, Дженнифер Лопес удалила из своего аккаунта в Твиттере пост с данным хештегом, а рэпер Fetty Wap, также удаливший пост с хештегом #AllLivesMatter, написал в своем аккаунте в Инстаграме следующее: «Я не до конца понял значение этого слогана». Дональд Трамп и Хиллари Клинтон также подвергались нападкам и общественному осуждению за употребление слогана «All Lives Matter» .
24 февраля 2016 года Марк Цукерберг, генеральный директор Facebook, разослал сотрудникам служебную записку для всей компании, в которой официально осуждал сотрудников, которые вычеркнули на стенах компании написанные от руки фразы Black Lives Matter и написали «All Lives Matter». Поскольку Цукерберг ранее осуждал эту практику, он написал, что теперь будет считать переписывание записей не только неуважительной, но и «злонамеренной».
Американский рэпер XXXTentacion подвергся критике за то, что поддержал это движение в видеоклипе на свой сингл «Look at Me!». В видео он, темнокожий мужчина, вешает белого ребёнка. После критики он сказал, что целью этого было показать, что «вы не можете оправдать тот факт, что я убил ребёнка… Я пытаюсь показать, что убийство есть убийство», аналогично его песня «Riot», критиковавшая многие протесты, связанных с движением Black Lives Matter.